# Neitschütz

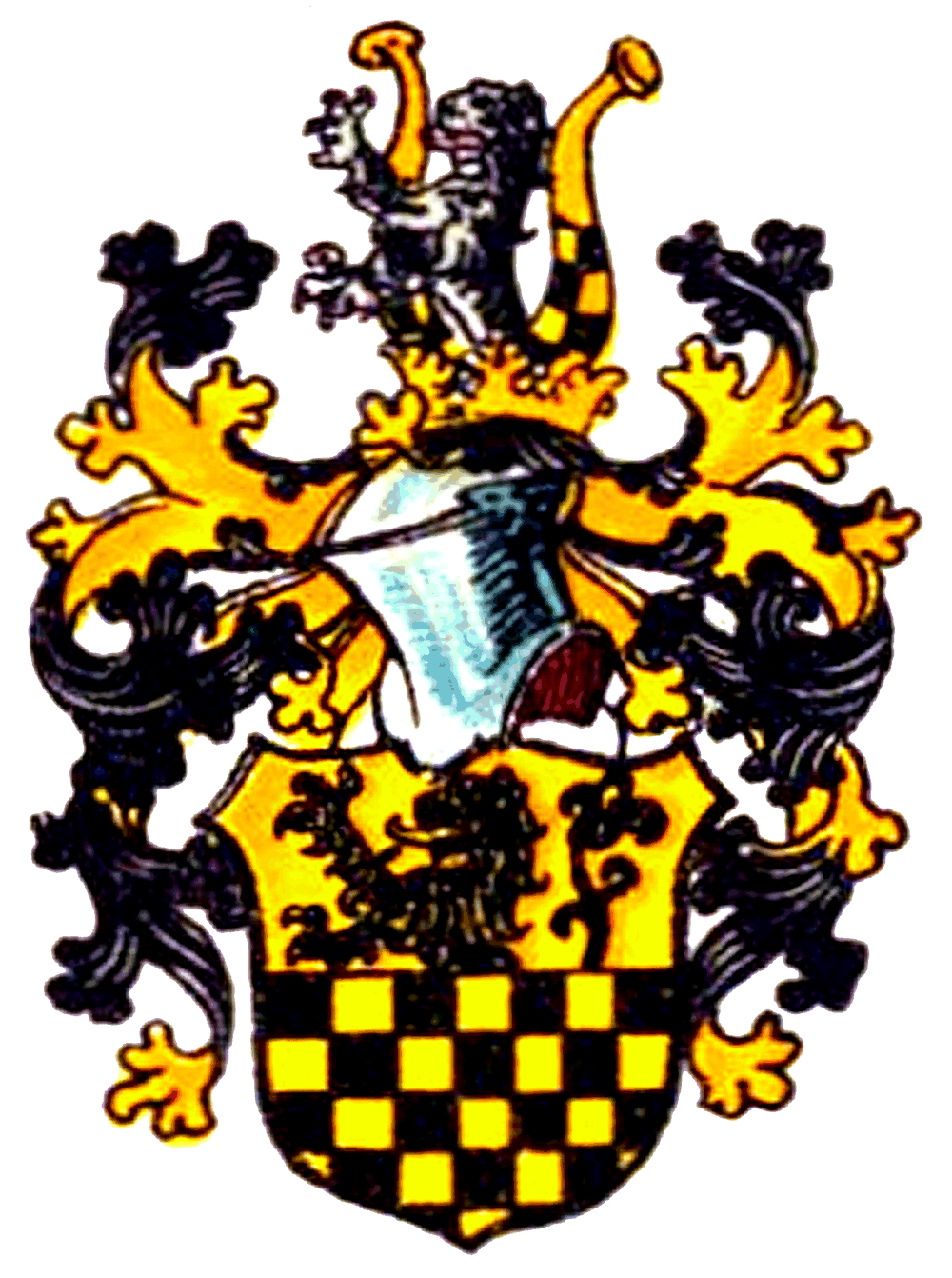
Wappen derer von Neitschütz

Die uradeligen von Neitschütz (auch Neidschütz, Nytschütz, Nitschitz genannt) waren ein altes Geschlecht, aus dem Ort Neidschütz bei Naumburg (Saale).

## Geschichte
Das Geschlecht war um 1290 sehr reich gegliedert. Peter von Neidschütz war 1293 Kastellan auf der Rudelsburg. Das Rittergut der Familie mit Edelhof und Burgstätte lag bei Naumburg; beides wurde 1348 zerstört. Die Stammreihe beginnt 1452 mit Jan von Neidschütz. Bis ins 19. Jahrhundert war die Familie im kursächsischen Lande sehr ausgebreitet. Sie hatte Güter u. a. in Auligk (Rittergut Oberauligk), Blankenhain, Deumen, Pörthen, Röhrsdorf (Schloss Röhrsdorf), Rössuln, Stackelberg, Wöhlitz, Wernsdorf und Zörbitz.
Magdalena Sibylla von Neitschütz war die Tochter von Rudolph von Neitschütz, der als Major und ab 1673 als Oberst der kurprinzlichen Leibgarde zu Pferde am Hofe des sächsischen Kurfürsten diente, bevor er 1686 zum Generalleutnant befördert wurde, und von dessen Ehefrau, Ursula Margaretha von Haugwitz („die Generalin“, 1650–1713), Schwester des Hofmarschalls Friedrich Adolph von Haugwitz. Als der sächsische Kronprinz Johann Georg 1691 den Thron bestieg, wurde Magdalena Sibylla die Mätresse des sächsischen Kurfürsten Johann Georg IV. Sie und ihre Familie verschafften sich in kürzester Zeit erheblichen Einfluss am sächsischen Hof. Auf Betreiben des Kurfürsten wurde sie von Kaiser Leopold I. als Gräfin von Rochlitz in den Adelsstand erhoben. Zudem schenkte der Kurfürst ihr neben anderen Gütern und Grundstücken das Rittergut Pillnitz (1694) sowie das spätere Fürstenbergsche Haus in Dresden (1692).
Luise von Döring, geborene von Neitschütz, hinterlegte 1843 für ihre Nachkommen auf vier Jahre ein Stipendium a 120 Mark, tituliert als von Neitschütz`sche Stiftung. Der am 21. März 1867 in Dresden verstorbene Major a. D. Carl Gottlob von Neitschütz richtete mit einer Summe von 2500 Talern testamentarisch eine weitere von Neitschütz`sche Stiftung ein, zum Besten seines Geburtsortes, Auligk, vormals bestehend aus verschiedenen Gütern unterschiedlicher Besitzer, bei Pegau, insbesondere für die Armen und Schulkinder. Bei Coursgewinn sollte die Zinsen ein Universalerbe erhalten. Der Stifter war seit 1824 Träger des Militär-St.-Heinrichs-Ordens.

## Persönlichkeiten
- Rudolph von Neidschütz (1614–1682), kurfürstlich-sächsischer Generalwachtmeister, Kriegsrat und Amtshauptmann. Er war in der Fruchtbringenden Gesellschaft: Der Ritterliche.
- Rudolph von Neitschütz (1627–1703), kurfürstlich-sächsischer kurfürstlich-sächsischer Generalleutnant
- Magdalena Sibylla von Neitschütz (1675–1694), Tochter von Rudolph von Neitschütz, Reichsgräfin von Rochlitz
- Carl Gottlob von Neitschütz († 1720), Sohn von Rudolph von Neitschütz; königlich-polnischer und kurfürstlich-sächsischer Generalleutnant
- Wilhelm von Neitschütz (1801–1849), preußischer Jurist, Mitglied der Frankfurter Nationalversammlung und der ersten Kammer des Preußischen Landtags

## Wappen
Ihr Stammwappen war ein halber Löwe. Ab dem 16. Jahrhundert ist das Wappen geteilt, oben Gold mit schwarzem, aus der Teilung wachsenden, rot gezungtem Löwen, mit doppelten Schweif (Stammwappen, auch in verwechselten Farben), unten dreifach von Gold und Schwarz geschacht. Helm: gekrönt, zwei Büffelhörner, quergeteilt oben Gold unten von Gold und Schwarz geschacht. Die Helmdecken sind Schwarz und Gold.